# Miho Takeda
Miho Takeda (Kyoto, 13 de setembro de 1976) é uma ex-nadadora sincronizada japonesa, medalhista olímpica por cinco oportunidades.

## Carreira
Miho Takeda representou seu país nos Jogos Olímpicos de 1996 a 2004, ganhando a medalha de prata no dueto e equipes em 2000 e 2004, e bronze em 1996 por equipes. 